# Бриди да Коста, Мариана
Мариана Бриди да Коста (порт. Mariana Bridi, 18 июня 1988 — 24 января 2009) — бразильская модель.

## Биография
Мариана Бриди да Коста начала свою карьеру в возрасте 14 лет с выступлений на показах моды. В 2006 году заняла четвёртое место в конкурсе «Мисс Мира Бразилия 2006». В 2007 году участвовала в конкурсе «Мисс Бикини — International».
В том же году она также была финалисткой в бразильском этапе конкурса «Мисс Мира — 2008» и завоевала четвёртое место.
Бриди заболела в декабре 2008 года, первоначально подозревали камни в почках. В начале января у нее была диагностирована инфекция мочевыводящих путей, которая обострилась до септического шока, вызванного синегнойной палочкой, трудным патогеном для лечения из-за его устойчивости ко многим антибиотикам. Синегнойная палочка является специфическим агентом, вызывающим инфекцию мочевыводящих путей, которая, в свою очередь, вызвала сепсис.
Позже в январе сепсис обострился, вызвав некроз тканей на ногах и руках, которые затем были ампутированы в попытке спасти жизнь Бриди. Часть её желудка была позже удалена во время последней операции.

## Смерть
Она умерла утром 24 января 2009 года в больнице в Эспирито-Санто в результате осложнений некротического сепсиса, вызванного первоначальной инфекцией. Причиной смерти, согласно больничной справке, был тяжёлый сепсис, инфекция мочевыводящих путей и кровотечение из брюшной полости, которое привело к отказу нескольких органов.
Этот случай был широко освещён в СМИ. Друзья модели позже признались, что получили соболезнования со всего мира. Её похороны сопровождали более 1000 человек.